# 代韦切尔区
代韦切尔区（匈牙利語：Devecseri járás），是匈牙利维斯普雷姆州的一个区，总面积421.73平方公里，总人口15,079人（2011年），人口密度36人/平方公里。中心城市为代韦切尔。

## 市镇
代韦切尔区包含一个城镇和27个村庄。